# Экологическое страхование
Экологическое страхование — это совокупность различных видов страхования экологических рисков, направленных на создание страховой защиты на случай причинения страхователям, застрахованным и третьим лицам (выгодоприобретателям) ущерба в результате внезапного сверхнормативного загрязнения окружающей среды (земельных угодий, водной среды или воздушного бассейна).
Система экологического страхования включает в себя следующие виды:
- страхование ответственности юридических лиц (организаций, предприятий, учреждений), которые являются источниками повышенной опасности за причинение вреда окружающей среде, ответственность перевозчика (опасные грузы) и т. д.;
- имущественное страхование (страхование земельных объектов или других объектов недвижимости, включая здания) на случай нанесения им вреда вследствие экологической аварии или катастрофы;
- личное страхование граждан: страхование жизни и здоровья работников организаций (предприятий, учреждений), относящихся к категории источников повышенной опасности, или граждан, находящихся на территории, потенциально подверженной влиянию источников повышенной опасности.

Институт экологического страхования появился в результате презумпции экологической опасности планируемой хозяйственной и иной деятельности. Отличительной чертой экологического страхования является также возможность компенсации неопределенного чрезвычайного ущерба.
Страхование экологических рисков особенно актуально для предприятий топливно-энергетического комплекса, а также при транспортировке сырой нефти и нефтепродуктов. Примером такого страхования служит страхование ответственности владельцев танкеров за загрязнение окружающей среды нефтью и нефтепродуктами — ТОВАЛОП.

### Обязательное экологическое страхование
В целом ряде стран экологическое страхование введено законом как обязательное или числится как один из вариантов обязательных финансовых гарантий. Среди них
- США[6];
- Азербайджан (с 2002 года);
- Казахстан (с 2005 года)[7];
- Туркменистан (с 2011 года)[8];

В России первые попытки разработать и внедрить обязательное экологическое страхование предпринимались в 1994 и в 2002 годах. В конце 2013 и начале 2014 годов тема введения обязательного экологического страхования снова становится актуальной и активно обсуждается страховщиками и Министерством природных ресурсов и экологии. Статья об экологическом страховании введена в закон РФ №7 ФЗ от 10 января 2002 года «Об охране окружающей среды», однако указания на его обязательность в ней нет. 
Еще одна попытка сделать такое страхование обязательным или вменённым была предпринята ВСС вскоре после катастрофического прорыва дамбы на реке Сейбе и катастрофы с разлитием 21 тыс.тонн дизельного топлива на ТЭЦ, принадлежащей Норильско-Таймырской энергетической компании (НТЭК) в мае 2020, ущерб от которой оценивался в $2 млрд. Осенью 2020 года ВСС выступил с предложением сделать такое страхование вменённым. В мае 2021 года с предложением ввести в России экологическое страхование выступил депутат Государственной Думы Николай Николаев.